# Governatore del Maryland

Bandiera dello Stato del Maryland

Il Governatore del Maryland (in inglese: Governor of Maryland) è il capo del governo dello stato statunitense del Maryland, nonché il capo delle United States National Guard.
Sin dalla Rivoluzione americana, il Maryland ha avuto una serie di costituzioni statali che hanno stabilito la durata del mandato e le modalità dell'elezione del governatore. Secondo la costituzione del 1776 i governatori erano nominati dall'Assemblea generale per la durata di un anno. Una modifica del 1838 ha permesso l'elezione diretta dei governatori per un periodo di tre anni, anche se l'elezione aveva luogo a rotazione nei diversi distretti elettorali. Il mandato è stato allungato a quattro anni dalla Costituzione del 1851 ed distretti elettorali sono stati aboliti nella versione 1864.

## Elenco
Partiti politici: 

  Democratico-Repubblicano (11)
  Nazionale Repubblicano (3)
  Democratico (29)
  Whig (3)
  Know Nothing (1)
  Repubblicano (9)
  Federalista (8)
  Indipendente (6)
  Unionista Nazionale (1)
Stato: 

  Governatore ad interim
| N.                                         | Foto                                       | Governatore                                | Carica                                     | Carica                                     | Mandato                                    | Vicegovernatore                            | Vicegovernatore                            |
| N.                                         | Foto                                       | Governatore                                | Inizio                                     | Termine                                    | Mandato                                    | Vicegovernatore                            | Vicegovernatore                            |
| Governatori eletti dall'Assemblea Generale | Governatori eletti dall'Assemblea Generale | Governatori eletti dall'Assemblea Generale | Governatori eletti dall'Assemblea Generale | Governatori eletti dall'Assemblea Generale | Governatori eletti dall'Assemblea Generale | Governatori eletti dall'Assemblea Generale | Governatori eletti dall'Assemblea Generale |
| ------------------------------------------ | ------------------------------------------ | ------------------------------------------ | ------------------------------------------ | ------------------------------------------ | ------------------------------------------ | ------------------------------------------ | ------------------------------------------ |
| 1                                          |                                            | Thomas Johnson (1732-1819)                 | 21 marzo 1777                              | 12 novembre 1779                           | 1 (1777)                                   | Nessuno                                    | Nessuno                                    |
| 1                                          | 2 (1778)                                   | Thomas Johnson (1732-1819)                 | 21 marzo 1777                              | 12 novembre 1779                           |                                            | Nessuno                                    | Nessuno                                    |
| 2                                          |                                            | Thomas Sim Lee (1745-1819)                 | 12 novembre 1779                           | 22 novembre 1782                           | 1 (1779)                                   | Nessuno                                    | Nessuno                                    |
| 2                                          | 2 (1780)                                   | Thomas Sim Lee (1745-1819)                 | 12 novembre 1779                           | 22 novembre 1782                           |                                            | Nessuno                                    | Nessuno                                    |
| 2                                          | 3 (1781)                                   | Thomas Sim Lee (1745-1819)                 | 12 novembre 1779                           | 22 novembre 1782                           |                                            | Nessuno                                    | Nessuno                                    |
| 3                                          |                                            | William Paca (1740-1799)                   | 22 novembre 1782                           | 26 novembre 1785                           | 1 (1782)                                   | Nessuno                                    | Nessuno                                    |
| 3                                          | 2 (1783)                                   | William Paca (1740-1799)                   | 22 novembre 1782                           | 26 novembre 1785                           |                                            | Nessuno                                    | Nessuno                                    |
| 3                                          | 3 (1784)                                   | William Paca (1740-1799)                   | 22 novembre 1782                           | 26 novembre 1785                           |                                            | Nessuno                                    | Nessuno                                    |
| 4                                          |                                            | William Smallwood (1732-1792)              | 26 novembre 1785                           | 24 novembre 1788                           | 1 (1785)                                   | Nessuno                                    | Nessuno                                    |
| 4                                          | 2 (1786)                                   | William Smallwood (1732-1792)              | 26 novembre 1785                           | 24 novembre 1788                           |                                            | Nessuno                                    | Nessuno                                    |
| 4                                          | 3 (1787)                                   | William Smallwood (1732-1792)              | 26 novembre 1785                           | 24 novembre 1788                           |                                            | Nessuno                                    | Nessuno                                    |
| 5                                          |                                            | John Eager Howard (1752-1827)              | 24 novembre 1788                           | 14 novembre 1791                           | 1 (1788)                                   | Nessuno                                    | Nessuno                                    |
| 5                                          | 2 (1789)                                   | John Eager Howard (1752-1827)              | 24 novembre 1788                           | 14 novembre 1791                           |                                            | Nessuno                                    | Nessuno                                    |
| 5                                          | 3 (1790)                                   | John Eager Howard (1752-1827)              | 24 novembre 1788                           | 14 novembre 1791                           |                                            | Nessuno                                    | Nessuno                                    |
| 6                                          |                                            | George Plater (1735-1792)                  | 14 novembre 1791                           | 10 febbraio 1792                           | 1⁄2 (1791)                                 | Nessuno                                    | Nessuno                                    |
| —                                          |                                            | James Brice (1746-1801)                    | 13 febbraio 1792                           | 5 aprile 1792                              | 1⁄2 (1791)                                 | Nessuno                                    | Nessuno                                    |
| 7                                          |                                            | Thomas Sim Lee (1745-1819)                 | 5 aprile 1792                              | 14 novembre 1794                           | 1 (1792)                                   | Nessuno                                    | Nessuno                                    |
| 7                                          | 2 (1793)                                   | Thomas Sim Lee (1745-1819)                 | 5 aprile 1792                              | 14 novembre 1794                           |                                            | Nessuno                                    | Nessuno                                    |
| 8                                          |                                            | John Hoskins Stone (1749-1804)             | 14 novembre 1794                           | 17 novembre 1797                           | 1 (1794)                                   | Nessuno                                    | Nessuno                                    |
| 8                                          | 2 (1795)                                   | John Hoskins Stone (1749-1804)             | 14 novembre 1794                           | 17 novembre 1797                           |                                            | Nessuno                                    | Nessuno                                    |
| 8                                          | 3 (1796)                                   | John Hoskins Stone (1749-1804)             | 14 novembre 1794                           | 17 novembre 1797                           |                                            | Nessuno                                    | Nessuno                                    |
| 9                                          |                                            | John Henry (1750-1798)                     | 17 novembre 1797                           | 14 novembre 1798                           | 1 (1797)                                   | Nessuno                                    | Nessuno                                    |
| 10                                         |                                            | Benjamin Ogle (1749-1809)                  | 14 novembre 1798                           | 10 novembre 1801                           | 1 (1798)                                   | Nessuno                                    | Nessuno                                    |
| 10                                         | 2 (1799)                                   | Benjamin Ogle (1749-1809)                  | 14 novembre 1798                           | 10 novembre 1801                           |                                            | Nessuno                                    | Nessuno                                    |
| 10                                         | 3 (1800)                                   | Benjamin Ogle (1749-1809)                  | 14 novembre 1798                           | 10 novembre 1801                           |                                            | Nessuno                                    | Nessuno                                    |
| 11                                         |                                            | John Francis Mercer (1759-1821)            | 10 novembre 1801                           | 13 novembre 1803                           | 1 (1801)                                   | Nessuno                                    | Nessuno                                    |
| 11                                         | 2 (1802)                                   | John Francis Mercer (1759-1821)            | 10 novembre 1801                           | 13 novembre 1803                           |                                            | Nessuno                                    | Nessuno                                    |
| 12                                         |                                            | Robert Bowie (1750-1818)                   | 15 novembre 1803                           | 10 novembre 1806                           | 1 (1803)                                   | Nessuno                                    | Nessuno                                    |
| 12                                         | 3 (1804)                                   | Robert Bowie (1750-1818)                   | 15 novembre 1803                           | 10 novembre 1806                           |                                            | Nessuno                                    | Nessuno                                    |
| 12                                         | 3 (1805)                                   | Robert Bowie (1750-1818)                   | 15 novembre 1803                           | 10 novembre 1806                           |                                            | Nessuno                                    | Nessuno                                    |
| 13                                         |                                            | Robert Wright (1752-1826)                  | 12 novembre 1806                           | 9 giugno 1809                              | 1 (1806)                                   | Nessuno                                    | Nessuno                                    |
| 13                                         | 2 (1807)                                   | Robert Wright (1752-1826)                  | 12 novembre 1806                           | 9 giugno 1809                              |                                            | Nessuno                                    | Nessuno                                    |
| 13                                         | 1⁄2 (1808)                                 | Robert Wright (1752-1826)                  | 12 novembre 1806                           | 9 giugno 1809                              |                                            | Nessuno                                    | Nessuno                                    |
| 14                                         |                                            | Edward Lloyd (1779-1834)                   | 9 giugno 1809                              | 16 novembre 1811                           |                                            | Nessuno                                    | Nessuno                                    |
| 14                                         | 1⁄2 (1808)                                 | Edward Lloyd (1779-1834)                   | 9 giugno 1809                              | 16 novembre 1811                           |                                            | Nessuno                                    | Nessuno                                    |
| 14                                         | 1 (1809)                                   | Edward Lloyd (1779-1834)                   | 9 giugno 1809                              | 16 novembre 1811                           |                                            | Nessuno                                    | Nessuno                                    |
| 14                                         | 2 (1810)                                   | Edward Lloyd (1779-1834)                   | 9 giugno 1809                              | 16 novembre 1811                           |                                            | Nessuno                                    | Nessuno                                    |
| 15                                         |                                            | Robert Bowie (1750-1818)                   | 16 novembre 1811                           | 25 novembre 1812                           | 1 (1811)                                   | Nessuno                                    | Nessuno                                    |
| 16                                         |                                            | Levin Winder (1757-1819)                   | 25 novembre 1812                           | 2 gennaio 1816                             | 1 (1812)                                   | Nessuno                                    | Nessuno                                    |
| 16                                         | 2 (1813)                                   | Levin Winder (1757-1819)                   | 25 novembre 1812                           | 2 gennaio 1816                             |                                            | Nessuno                                    | Nessuno                                    |
| 16                                         | 3 (1814)                                   | Levin Winder (1757-1819)                   | 25 novembre 1812                           | 2 gennaio 1816                             |                                            | Nessuno                                    | Nessuno                                    |
| 17                                         |                                            | Charles Carnan Ridgely (1760-1829)         | 2 gennaio 1816                             | 8 gennaio 1819                             | 1 (1815)                                   | Nessuno                                    | Nessuno                                    |
| 17                                         | 2 (1816)                                   | Charles Carnan Ridgely (1760-1829)         | 2 gennaio 1816                             | 8 gennaio 1819                             |                                            | Nessuno                                    | Nessuno                                    |
| 17                                         | 3 (1817)                                   | Charles Carnan Ridgely (1760-1829)         | 2 gennaio 1816                             | 8 gennaio 1819                             |                                            | Nessuno                                    | Nessuno                                    |
| 18                                         |                                            | Charles Goldsborough (1765-1834)           | 8 gennaio 1819                             | 20 dicembre 1819                           | 1 (1818)                                   | Nessuno                                    | Nessuno                                    |
| 19                                         |                                            | Samuel Sprigg (c.1783-1855)                | 20 dicembre 1819                           | 16 dicembre 1822                           | 1 (1819)                                   | Nessuno                                    | Nessuno                                    |
| 19                                         | 2 (1820)                                   | Samuel Sprigg (c.1783-1855)                | 20 dicembre 1819                           | 16 dicembre 1822                           |                                            | Nessuno                                    | Nessuno                                    |
| 19                                         | 3 (1821)                                   | Samuel Sprigg (c.1783-1855)                | 20 dicembre 1819                           | 16 dicembre 1822                           |                                            | Nessuno                                    | Nessuno                                    |
| 20                                         |                                            | Samuel Stevens, Jr. (1778-1860)            | 16 dicembre 1822                           | 9 gennaio 1826                             | 1 (1822)                                   | Nessuno                                    | Nessuno                                    |
| 20                                         | 2 (1823)                                   | Samuel Stevens, Jr. (1778-1860)            | 16 dicembre 1822                           | 9 gennaio 1826                             |                                            | Nessuno                                    | Nessuno                                    |
| 20                                         | 3 (1824)                                   | Samuel Stevens, Jr. (1778-1860)            | 16 dicembre 1822                           | 9 gennaio 1826                             |                                            | Nessuno                                    | Nessuno                                    |
| 21                                         |                                            | Joseph Kent (1779-1837)                    | 9 gennaio 1826                             | 15 gennaio 1829                            | 1 (1826)                                   | Nessuno                                    | Nessuno                                    |
| 21                                         | 2 (1827)                                   | Joseph Kent (1779-1837)                    | 9 gennaio 1826                             | 15 gennaio 1829                            |                                            | Nessuno                                    | Nessuno                                    |
| 21                                         | 3 (1828)                                   | Joseph Kent (1779-1837)                    | 9 gennaio 1826                             | 15 gennaio 1829                            |                                            | Nessuno                                    | Nessuno                                    |
| 22                                         |                                            | Daniel Martin (c.1780-1831)                | 15 gennaio 1829                            | 15 gennaio 1830                            | 1 (1829)                                   | Nessuno                                    | Nessuno                                    |
| 23                                         |                                            | Thomas King Carroll (1793-1873)            | 15 gennaio 1830                            | 13 gennaio 1831                            | 1 (1830)                                   | Nessuno                                    | Nessuno                                    |
| 24                                         |                                            | Daniel Martin (c.1780-1831)                | 13 gennaio 1831                            | 11 luglio 1831                             | 1⁄2 (1831)                                 | Nessuno                                    | Nessuno                                    |
| 25                                         |                                            | George Howard (1789-1846)                  | 11 luglio 1831                             | 17 gennaio 1833                            | 1⁄2 (1831)                                 | Nessuno                                    | Nessuno                                    |
| 25                                         | 1 (1832)                                   | George Howard (1789-1846)                  | 11 luglio 1831                             | 17 gennaio 1833                            |                                            | Nessuno                                    | Nessuno                                    |
| 26                                         |                                            | James Thomas (1785-1845)                   | 17 gennaio 1833                            | 14 gennaio 1836                            | 1 (1833)                                   | Nessuno                                    | Nessuno                                    |
| 26                                         | 2 (1834)                                   | James Thomas (1785-1845)                   | 17 gennaio 1833                            | 14 gennaio 1836                            |                                            | Nessuno                                    | Nessuno                                    |
| 26                                         | 3 (1835)                                   | James Thomas (1785-1845)                   | 17 gennaio 1833                            | 14 gennaio 1836                            |                                            | Nessuno                                    | Nessuno                                    |
| 27                                         |                                            | Thomas W. Veazey (1774-1842)               | 14 gennaio 1836                            | 7 gennaio 1839                             | 1 (1836)                                   | Nessuno                                    | Nessuno                                    |
| 27                                         | 2 (1837)                                   | Thomas W. Veazey (1774-1842)               | 14 gennaio 1836                            | 7 gennaio 1839                             |                                            | Nessuno                                    | Nessuno                                    |
| 27                                         | 3 (1838)                                   | Thomas W. Veazey (1774-1842)               | 14 gennaio 1836                            | 7 gennaio 1839                             |                                            | Nessuno                                    | Nessuno                                    |
| Governatori eletti direttamente            |                                            |                                            |                                            |                                            |                                            | Nessuno                                    | Nessuno                                    |
| 28                                         |                                            | William Grason (1788-1868)                 | 7 gennaio 1839                             | 3 gennaio 1842                             | 1 (1839)                                   | Nessuno                                    | Nessuno                                    |
| 29                                         |                                            | Francis Thomas (1799-1876)                 | 3 gennaio 1842                             | 6 gennaio 1845                             | 1 (1841)                                   | Nessuno                                    | Nessuno                                    |
| 30                                         |                                            | Thomas Pratt (1804-1869)                   | 6 gennaio 1845                             | 3 gennaio 1848                             | 1 (1844)                                   | Nessuno                                    | Nessuno                                    |
| 31                                         |                                            | Philip F. Thomas (1810-1890)               | 3 gennaio 1848                             | 6 gennaio 1851                             | 1 (1847)                                   | Nessuno                                    | Nessuno                                    |
| 32                                         |                                            | Enoch Louis Lowe (1820-1892)               | 6 gennaio 1851                             | 11 gennaio 1854                            | 1 (1850)                                   | Nessuno                                    | Nessuno                                    |
| 33                                         |                                            | Thomas W. Ligon (1810-1881)                | 11 gennaio 1854                            | 13 gennaio 1858                            | 1 (1853)                                   | Nessuno                                    | Nessuno                                    |
| 34                                         |                                            | Thomas H. Hicks (1798-1865)                | 13 gennaio 1858                            | 8 gennaio 1862                             | 1 (1858)                                   | Nessuno                                    | Nessuno                                    |
| 35                                         |                                            | Augustus Bradford (1806-1881)              | 8 gennaio 1862                             | 10 gennaio 1866                            | 1 (1861)                                   | Nessuno                                    | Nessuno                                    |
| 35                                         | Christopher Christian Cox                  | Augustus Bradford (1806-1881)              | 8 gennaio 1862                             | 10 gennaio 1866                            | 1 (1861)                                   |                                            |                                            |
| 36                                         |                                            | Thomas Swann (1809-1883)                   | 10 gennaio 1866                            | 13 gennaio 1869                            | 1 (1864)                                   |                                            |                                            |
| 37                                         |                                            | Oden Bowie (1826-1894)                     | 13 gennaio 1869                            | 10 gennaio 1872                            | 1 (1867)                                   | Nessuno                                    | Nessuno                                    |
| 38                                         |                                            | William Pinkney Whyte (1824-1908)          | 10 gennaio 1872                            | 4 marzo 1874                               | 1⁄2 (1871)                                 | Nessuno                                    | Nessuno                                    |
| 39                                         |                                            | James B. Groome (1838-1893)                | 4 marzo 1874                               | 12 gennaio 1876                            | 1⁄2 (1871)                                 | Nessuno                                    | Nessuno                                    |
| 40                                         |                                            | John Lee Carroll (1830-1911)               | 12 gennaio 1876                            | 14 gennaio 1880                            | 1 (1875)                                   | Nessuno                                    | Nessuno                                    |
| 41                                         |                                            | William T. Hamilton (1820-1888)            | 14 gennaio 1880                            | 9 gennaio 1884                             | 1 (1879)                                   | Nessuno                                    | Nessuno                                    |
| 42                                         |                                            | Robert Milligan McLane (1815-1898)         | 9 gennaio 1884                             | 27 marzo 1885                              | 1⁄2 (1883)                                 | Nessuno                                    | Nessuno                                    |
| 43                                         |                                            | Henry Lloyd (1852-1920)                    | 27 marzo 1885                              | 11 gennaio 1888                            | 1⁄2 (1883)                                 | Nessuno                                    | Nessuno                                    |
| 43                                         | 1⁄2 (1886)                                 | Henry Lloyd (1852-1920)                    | 27 marzo 1885                              | 11 gennaio 1888                            |                                            | Nessuno                                    | Nessuno                                    |
| 44                                         |                                            | Elihu Emory Jackson (1837-1907)            | 11 gennaio 1888                            | 13 gennaio 1892                            | 1 (1887)                                   | Nessuno                                    | Nessuno                                    |
| 45                                         |                                            | Frank Brown (1846-1920)                    | 13 gennaio 1892                            | 8 gennaio 1896                             | 1 (1891)                                   | Nessuno                                    | Nessuno                                    |
| 46                                         |                                            | Lloyd Lowndes, Jr. (1845-1905)             | 8 gennaio 1896                             | 10 gennaio 1900                            | 1 (1895)                                   | Nessuno                                    | Nessuno                                    |
| 47                                         |                                            | John Walter Smith (1845-1925)              | 10 gennaio 1900                            | 13 gennaio 1904                            | 1 (1899)                                   | Nessuno                                    | Nessuno                                    |
| 48                                         |                                            | Edwin Warfield (1848-1920)                 | 13 gennaio 1904                            | 8 gennaio 1908                             | 1 (1903)                                   | Nessuno                                    | Nessuno                                    |
| 49                                         |                                            | Austin Lane Crothers (1860-1912))          | 8 gennaio 1908                             | 10 gennaio 1912                            | 1 (1907)                                   | Nessuno                                    | Nessuno                                    |
| 50                                         |                                            | Phillips Lee Goldsborough (1865-1946)      | 10 gennaio 1912                            | 12 gennaio 1916                            | 1 (1911)                                   | Nessuno                                    | Nessuno                                    |
| 51                                         |                                            | Emerson C. Harrington (1864-1945)          | 12 gennaio 1916                            | 14 gennaio 1920                            | 1 (1915)                                   | Nessuno                                    | Nessuno                                    |
| 52                                         |                                            | Albert C. Ritchie (1876-1936)              | 14 gennaio 1920                            | 9 gennaio 1935                             | 1 (1919)                                   | Nessuno                                    | Nessuno                                    |
| 52                                         | 2 (1923)                                   | Albert C. Ritchie (1876-1936)              | 14 gennaio 1920                            | 9 gennaio 1935                             |                                            | Nessuno                                    | Nessuno                                    |
| 52                                         | 3 (1926)                                   | Albert C. Ritchie (1876-1936)              | 14 gennaio 1920                            | 9 gennaio 1935                             |                                            | Nessuno                                    | Nessuno                                    |
| 52                                         | 4 (1930)                                   | Albert C. Ritchie (1876-1936)              | 14 gennaio 1920                            | 9 gennaio 1935                             |                                            | Nessuno                                    | Nessuno                                    |
| 53                                         |                                            | Harry W. Nice (1877-1941)                  | 9 gennaio 1935                             | 11 gennaio 1939                            | 1 (1934)                                   | Nessuno                                    | Nessuno                                    |
| 54                                         |                                            | Herbert R. O'Conor (1896-1960)             | 11 gennaio 1939                            | 3 gennaio 1947                             | 1 (1938)                                   | Nessuno                                    | Nessuno                                    |
| 54                                         | 2 (1942)                                   | Herbert R. O'Conor (1896-1960)             | 11 gennaio 1939                            | 3 gennaio 1947                             |                                            | Nessuno                                    | Nessuno                                    |
| 55                                         |                                            | William Preston Lane, Jr. (1892-1967)      | 3 gennaio 1947                             | 10 gennaio 1951                            |                                            | Nessuno                                    | Nessuno                                    |
| 55                                         | 1 (1946)                                   | William Preston Lane, Jr. (1892-1967)      | 3 gennaio 1947                             | 10 gennaio 1951                            |                                            | Nessuno                                    | Nessuno                                    |
| 55                                         |                                            | Theodore R. McKeldin (1900-1974)           | 10 gennaio 1951                            | 14 gennaio 1959                            | 1 (1950)                                   | Nessuno                                    | Nessuno                                    |
| 55                                         | 2 (1954)                                   | Theodore R. McKeldin (1900-1974)           | 10 gennaio 1951                            | 14 gennaio 1959                            |                                            | Nessuno                                    | Nessuno                                    |
| 56                                         |                                            | J. Millard Tawes (1894-1979)               | 14 gennaio 1959                            | 25 gennaio 1967                            | 1 (1958)                                   | Nessuno                                    | Nessuno                                    |
| 56                                         | 2 (1962)                                   | J. Millard Tawes (1894-1979)               | 14 gennaio 1959                            | 25 gennaio 1967                            |                                            | Nessuno                                    | Nessuno                                    |
| 57                                         |                                            | Spiro Agnew (1918-1996)                    | 25 gennaio 1967                            | 7 gennaio 1969                             | 1⁄2 (1966)                                 | Nessuno                                    | Nessuno                                    |
| 58                                         |                                            | Marvin Mandel (1920-2015)                  | 7 gennaio 1969                             | 4 giugno 1977                              | 1⁄2 (1966)                                 | Nessuno                                    | Nessuno                                    |
| 58                                         | 1 (1970)                                   | Marvin Mandel (1920-2015)                  | 7 gennaio 1969                             | 4 giugno 1977                              |                                            | Blair Lee III                              |                                            |
| 58                                         | 2 (1974)                                   | Marvin Mandel (1920-2015)                  | 7 gennaio 1969                             | 4 giugno 1977                              |                                            | Blair Lee III                              |                                            |
| —                                          |                                            | Blair Lee III (1916-1985)                  | 4 giugno 1977                              | 15 gennaio 1979                            | —                                          | —                                          |                                            |
| (58)                                       |                                            | Marvin Mandel (1920-2015)                  | 15 gennaio 1979                            | 17 gennaio 1979                            |                                            | Blair Lee III                              |                                            |
| 59                                         |                                            | Harry Hughes (1926-2019)                   | 17 gennaio 1979                            | 20 gennaio 1987                            | 1 (1978)                                   |                                            | Samuel W. Bogley                           |
| 59                                         | 2 (1982)                                   | Harry Hughes (1926-2019)                   | 17 gennaio 1979                            | 20 gennaio 1987                            |                                            | J. Joseph Curran, Jr.                      |                                            |
| 60                                         |                                            | William Donald Schaefer (1921-2011)        | 20 gennaio 1987                            | 18 gennaio 1995                            | 1 (1986)                                   |                                            | Melvin Steinberg                           |
| 60                                         | 2 (1990)                                   | William Donald Schaefer (1921-2011)        | 20 gennaio 1987                            | 18 gennaio 1995                            |                                            |                                            | Melvin Steinberg                           |
| 61                                         |                                            | Parris Glendening (1942-)                  | 18 gennaio 1995                            | 15 gennaio 2003                            | 1 (1994)                                   |                                            | Kathleen Kennedy Townsend                  |
| 61                                         | 2 (1998)                                   | Parris Glendening (1942-)                  | 18 gennaio 1995                            | 15 gennaio 2003                            |                                            |                                            | Kathleen Kennedy Townsend                  |
| 62                                         |                                            | Robert Ehrlich (1957-)                     | 15 gennaio 2003                            | 17 gennaio 2007                            | 1 (2002)                                   |                                            | Michael S. Steele                          |
| 63                                         |                                            | Martin O'Malley (1963-)                    | 17 gennaio 2007                            | 21 gennaio 2015                            | 1 (2006)                                   |                                            | Anthony G. Brown                           |
| 63                                         | 2 (2010)                                   | Martin O'Malley (1963-)                    | 17 gennaio 2007                            | 21 gennaio 2015                            |                                            |                                            | Anthony G. Brown                           |
| 64                                         |                                            | Larry Hogan (1956-)                        | 21 gennaio 2015                            | 18 gennaio 2023                            | 1 (2014)                                   |                                            | Boyd Rutherford                            |
| 64                                         | 2 (2018)                                   | Larry Hogan (1956-)                        | 21 gennaio 2015                            | 18 gennaio 2023                            |                                            |                                            | Boyd Rutherford                            |
| 65                                         |                                            | Wes Moore (1978-)                          | 18 gennaio 2023                            | in carica                                  | 1 (2022)                                   |                                            | Aruna Miller                               |